# زانا روستاي
زانا روستاي، محام وعضو برلمان إقليم كردستان سابقاً، وعضو قيادي سابق في الجماعة الإسلامية الكردستانية.

## ميلاد
ولد زانا روستاي بقرية روست التابعة لقضاء جومان في محافظة أربيل بالعراق عام 1969.